# Боровской сельский совет (Шевченковский район)
Боровской сельский совет — входил до 2020 года в состав Шевченковского района Харьковской области Украины.
Административный центр сельского совета находился в селе Боровское.

## Населённые пункты совета
- село Боровское